# Petr Kalaš
Ing. Petr Jan Kalaš (* 17. února 1940, Praha) je česko-švýcarský odborník v oblasti životního prostředí, energetického a průmyslového plánování a bývalý český ministr životního prostředí.
Vystudoval ekonomii a energetiku na ČVUT v Praze. V roce 1968 emigroval do Švýcarska, kde v letech 1986 až 1994 pracoval pro ministerstvo zahraničního obchodu. Koordinoval např. spolupráci se státy střední a východní Evropy. Později pracoval pro Světovou banku, např. v oblasti uplatňování Kjótského protokolu o snižování emisí skleníkových plynů. Od roku 2004 pracoval jako poradce pro Institut vzdělávání a výzkumu OSN (UNITAR – United Nations Institute for Training and Research).
Ministrem životního prostředí byl od počátku září 2006 do počátku ledna 2007. Později působil jako poradce premiéra Topolánka. Je nestraník, rozvedený, má 2 dospělé děti.